# Ingrid Semmingsen
Ingrid Semmingsen (Hamar, 29 maart 1910 - 31 mei 1995) was een Noors historicus. Met haar aanstelling als hoogleraar aan de Universiteit van Oslo in 1963 was zij de eerste vrouwelijke professor geschiedenis van Noorwegen.
Semmingsen werd in 1910 in de provincie Hedmark geboren als dochter van een boer en beroepsmilitair. Ze bracht haar jeugd door op een boerderij in Stange en behaalde een academische graad in 1935, met een scriptie over de lagere klasse in Hedmark tussen 1850 en 1900. Later hield zij zich bezig met Amerikaanse geschiedenis in het algemeen en die van de Noorse immigratie in het bijzonder. In 1938 publiceerde ze het artikel "Utvandringen til Amerika 1866–1873" in het Historisk Tidsskrift. In 1941 en 1950 schreef Semmingsen de twee delen van het boek Veien mot vest (De Weg naar het Westen), waarvoor haar in 1951 een doctoraat werd verleend. Ze verkreeg een aanstelling als hoogleraar Amerikaanse geschiedenis in 1963, die vijf jaar later werd omgezet in een benoeming voor Algemene geschiedenis. Semmingsen concentreerde zich opnieuw op de sociale geschiedenis van Noorwegen in de negentiende eeuw, aansluitend bij die van de emigratie. In 1978 ging Semmingsen met pensioen, maar zij gold nog lang daarna als autoriteit op het gebied van de Noorse emigratie naar de VS.
Semmingsen was sinds 1952 lid van de Noorse Academie van wetenschappen en verrichtte ook werkzaamheden voor het Noors Nobelcomité. 